# Dexter City
Dexter City és una població dels Estats Units a l'estat d'Ohio. Segons el cens del 2000 tenia 166 habitants.

## Demografia
Segons el cens del 2000, Dexter City tenia 166 habitants, 63 habitatges, i 45 famílies. La densitat de població era de 356,1 habitants per km².
Dels 63 habitatges en un 39,7% hi vivien nens de menys de 18 anys, en un 49,2% hi vivien parelles casades, en un 17,5% dones solteres, i en un 27% no eren unitats familiars. En el 23,8% dels habitatges hi vivien persones soles l'11,1% de les quals corresponia a persones de 65 anys o més que vivien soles. El nombre mitjà de persones vivint en cada habitatge era de 2,63 i el nombre mitjà de persones que vivien en cada família era de 3,04.
Per edats la població es repartia de la següent manera: un 29,5% tenia menys de 18 anys, un 7,2% entre 18 i 24, un 30,7% entre 25 i 44, un 24,1% de 45 a 60 i un 8,4% 65 anys o més.
L'edat mediana era de 35 anys. Per cada 100 dones de 18 o més anys hi havia 82,8 homes.
La renda mediana per habitatge era de 30.469 $ i la renda mediana per família de 35.000 $. Els homes tenien una renda mediana de 31.250 $ mentre que les dones 23.750 $. La renda per capita de la població era d'11.881 $. Aproximadament el 18,2% de les famílies i el 21,6% de la població estaven per davall del llindar de pobresa.

## Poblacions més properes
El següent diagrama mostra les poblacions més properes.